# 瀧津孝
瀧津 孝（たきつ こう、1962年1月29日 - ）は、日本の小説家、ジャーナリスト、日本史激動期（戦国・幕末・第二次世界大戦等）研究家。
株式会社雲水舎代表取締役。本名、亘 孝夫（わたり たかお）。

## 来歴
京都府京都市出身。京都府立鴨沂高等学校、立命館大学法学部卒業。
1984年から読売新聞大阪本社で記者として勤務し、1997年にフリージャーナリストとして独立。1998年に国内初の無料総合ゲーム情報紙「GAMEゆーゆー（現ジャパニメイト）」を創刊し、2013年まで編集長を務めた。
2013年からは小説家としての執筆に重点を置いている。
一方、2013年には東京都千代田区の文化芸術講師（歴史・民族）に登録され、同年11月〜12月の計3回にわたって同区立九段生涯学習館で開催された歴史探訪講座「戦国時代を彩った個性豊かな武将たち～彼等の意外な素顔、ホントはこんな人だった!？～」の講師、同年11月には愛媛県で開催されたシンポジウム「村上水軍でまちおこし」（しまなみ地域活性化推進協議会連合体主催）のパネリストを務めるなど、歴史研究家としての活動も目立つ。
現在、ライトノベル「戦国ぼっち」「忍びっ娘（こ）ヴァルキリー」シリーズの続編を執筆中であると共に、アナログ媒体とデジタル媒体を問わず歴史を題材にした小説、娯楽読本、ゲーム、アプリなどの制作にも携わっている。
「戦国ぼっち」シリーズは2016年10月、株式会社サウザンドゲームズによってゲームアプリ化され、スマートフォン向け（iOS/Android）のアクションパズルゲーム「戦国ぼっち～ぼっちが戦国の姫達と絶体絶命を逆転するパズル～」（ダウンロード無料）として配信された。
2020年1月には、コンシューマーゲーム業界を舞台にした初の経済小説「げえむの王様〜復活を賭ける弱小ゲーム会社に未来は訪れるのか？〜」（銀河企画）を上梓した。
2021年9月、経営する雲水舎で電子書籍出版事業を立ち上げ、自ら執筆した歴史読本「ビジネスピンチなら戦国武将に訊け！ 」、経済小説「電脳クエスト〜新米社長と勇者たち〜（「げえむの王様」を加筆、改題）を電子書籍化して相次いで刊行。
2022年7月、原作を担当するコミック「龍馬が戦国をゆく」（漫画・沢田ひろふみ）が、コミック専門出版社・マッグガーデンの運営するWEB マンガサイト「MAGCOMI」で月刊連載を開始。同年11月には単行本第1巻が発売された。
「龍馬が戦国をゆく」は、「ゴルゴ13」連載開始50周年を記念して一般財団法人さいとう・たかを劇画文化財団が創設し、シナリオと作画の分業方式で制作された優秀なコミック作品を表彰する「第7回さいとう・たかを賞 2024」で、最終候補ノミネート作に選出されている。

## 著書
- 『乙女のための名将言行録』 アスキー・メディアワークス　2013年1月
- 『戦国ぼっち 〜Attack of The Hojo Army〜』 一二三書房　2013年4月
- 『戦国ぼっち2 〜Revenge of the super battle ship〜』 一二三書房　2013年8月
- 『戦国ぼっち3 〜The tank army corps of fear〜』 一二三書房　2014年1月
- 『戦国ぼっち4 〜Return of Shimazu tank army corps 〜』 一二三書房　2014年3月
- 『戦国ぼっち5 〜phantom ship in setouchi 〜』 一二三書房　2014年6月
- 『戦国ぼっち6 〜New Enemy from the Future 〜』 一二三書房　2014年8月
- 『忍びっ娘ヴァルキリー　落ちこぼれくノ一と風魔忍軍の陰謀』 一二三書房　2014年12月
- 『戦国ぼっち7 〜The Nightglow Monster in Kyoto〜』 一二三書房　2015年4月
- 『戦国ぼっち8 〜Protect Kyoto from the evil !!〜』 一二三書房　2015年8月
- 『戦国ぼっち9 〜Mystery of Shingen's Treasure〜』 一二三書房　2016年5月
- 『戦国ぼっち10 〜Kuoyama Castle Again !〜』 一二三書房　2016年8月
- 『げえむの王様〜復活を賭ける弱小ゲーム会社に未来は訪れるのか？〜』 銀河企画　2020年1月
- 『ビジネスピンチなら戦国武将に訊け！』（電子書籍版） 雲水舎　2021年9月
- 『電脳クエスト〜新米社長と勇者たち〜』（電子書籍版） 雲水舎　2021年10月

## 共編著
＜以下、亘孝夫名義＞
- 『京都 影の権力者たち』（新聞連載時タイトル『京都生態学』） 読売新聞京都総局著　 講談社　1994年
- 『阪神大震災』（新聞連載時タイトル『記録・阪神大震災』） 読売新聞大阪本社編　 読売新聞社　1995年
- 『感彩人』 読売新聞大阪本社編　読売新聞社　1996年

## 漫画原作
- 『龍馬が戦国をゆく 1』（漫画：沢田ひろふみ） マッグガーデン　2022年11月
- 『龍馬が戦国をゆく 2』（漫画：沢田ひろふみ） マッグガーデン　2023年4月